# Frengers
Frengers é um álbum da banda de rock dinamarquesa Mew, de 2003.

## Faixas
1. Am I Wry? No (4:54)
2. 156 (>4:55)
3. Snow Brigade (4:22)
4. Symmetry (5:39)
5. Behind The Drapes (3:40)
6. Her Voice Is Beyond Her Years (2:48)
7. Eight Flew Over, One Was Destroyed (4:48)
8. She Came Home For Christmas (3:55)
9. She Spider (4:44)
10. Comforting Sounds (8:58)